# Max-Martin Schulte
Max-Martin Schulte (Barmen, 1915. szeptember 24. – Kiel, 2000. május 17.) német tengeralattjáró-kapitány volt a második világháborúban.

## Pályafutása
Max-Martin Schulte 1936. október 1-jén csatlakozott a német haditengerészethez. 1938. június 1-jén fregatthadnaggyá, 1940. október 1-jén pedig sorhajóhadnaggyá nevezték ki. Két tengeralattjáró kapitánya volt, négy harci bevetésen négy hajót elsüllyesztett, egyet megrongált.

## Összegzés
| Hajója | Parancsnoki szolgálata                    | Őrjáratok száma | Őrjáratok hossza (nap) | Eltalált hajók száma | Eltalált hajók vízkiszorítása (brt) |
| ------ | ----------------------------------------- | --------------- | ---------------------- | -------------------- | ----------------------------------- |
| U–9    | 1939. szeptember 19. – 1939. december 29. | 0               | 0                      | 0                    | 0                                   |
| U–13   | 1940. január 3. – 1940. május 31.         | 4               | 65                     | 5                    | 6999                                |

## Elsüllyesztett és megrongált hajók
| Búvárhajó | Nap               | Hajó               | Nemzetisége        | Vízkiszorítása (brt) |
| --------- | ----------------- | ------------------ | ------------------ | -------------------- |
| U–13      | 1940. január 31.  | Start              | Norvégia           | 1168                 |
| U–13      | 1940. február 1.  | Fram               | Svédország         | 2491                 |
| U–13      | 1940. április 17. | Swainby            | Egyesült Királyság | 4935                 |
| U–13      | 1940. április 26. | Lily               | Dánia              | 1281                 |
| U–13      | 1940. április 28. | Scottish American* | Egyesült Királyság | 6999                 |

* A hajó nem süllyedt el, csak megrongálódott